# Pekora Usada

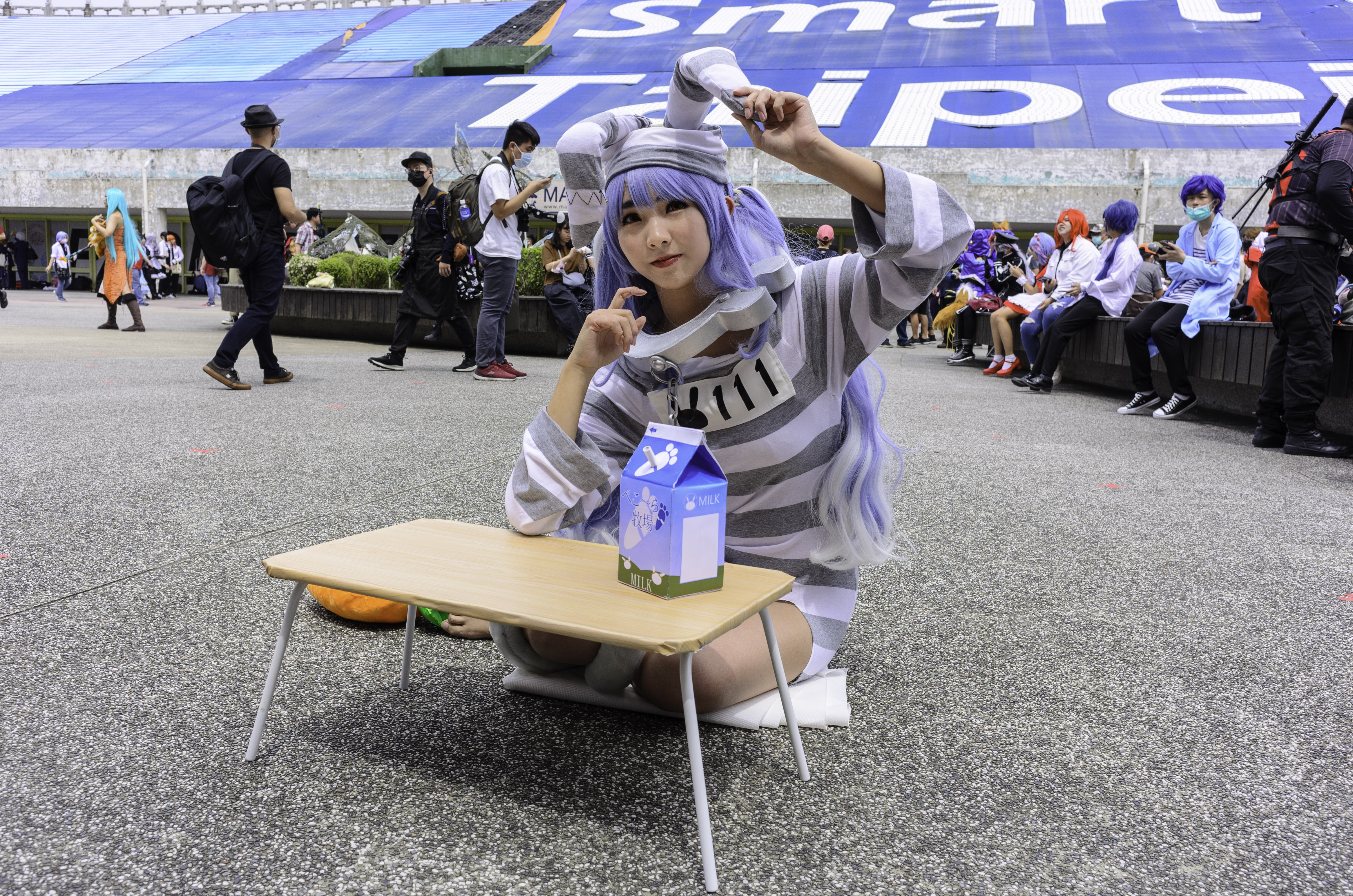
Cosplay von Pekora Usada

Pekora Usada (japanisch 兎田 ぺこら Usada Pekora) ist eine japanische virtuelle YouTuberin (VTuber). Sie gehört zur Talentagentur Hololive Production.

## Beschreibung
Ein virtueller YouTuber bezeichnet im Japanischen einen YouTuber, der mittels eines digitalen Avatars, meist im Anime-Stil, streamt. Dabei nehmen diese oft eine Rolle ein. Beim Streamen wird dabei per Computer live die Mimik und Gestik der Person erkannt und auf das 2D-Modell des Avatars übertragen und dieses entsprechend animiert zusammen mit der Stimme wiedergegeben.
Die Figur Pekora Usada wird beschrieben als „ein einsames Mädchen mit Hasenohren, das Karotten über alles liebt“. Ihr grafisches Characterdesign stammt von dem Illustrator Hagure Yūki, dass von Rariemonn als Live2D-Modell adaptiert wurde. Charakteristisch für die Figur, dass sie Wörter oft mit peko beendet bzw. teilersetzt, das schnell in der Tonhöhe wechselnde Lachen, sowie das übermütige Wesen der Figur. Ihre Streams beginnt sie jeweils mit dem Verfassen eines anlassbezogenen Gedichts. Interaktion mit den Zuschauern findet über die Livechat-Funktion von YouTube statt.
Pekoras Debütstream fand am 17. Juli 2019 als Teil der dritten Generation der Hololive-VTuber statt. Wie die meisten ihrer Kolleginnen streamt sie live Let’s Plays und gelegentlich Coversongs von zumeist Anime Songs oder Indiekünstlern. So ist ihr mit über 23 Mio. Aufrufen beliebtestes Video ein Cover von Akari Nanawos Stück Discommu Seijin (Discommunication alien).
Am 28. Dezember 2019 erreichte sie 100.000 Abonnenten und ein Jahr später am 4. Dezember 2020 eine Million Abonnenten. Damit war sie 2020 mit 14,6 Millionen Stunden die am viertmeisten gesehene Gaming-Streamerin bzw. nur auf YouTube bezogen zweitmeisten gesehene, und 2021 die die am drittmeisten gesehene Gaming-Streamerin. Zudem verdiente sie über YouTubes Superchat bis August 2020 73 Millionen Yen und war damit nach ihren Agentur-Kolleginnen Coco Kiryū, Rushia Uruha und Aqua Minato die am fünftbesten verdienende Superchat-Streamerin.
Zwischen November 2020 und Januar 2021 tauchte sie als spielbare Figur im Rhythmusspiel WACCA des Publishers Marvelous auf. Im Dezember 2020 brachte der Spirituosenhersteller Meiri Shurui eine Version der Premium-Aprikosenlikör-Marke Hyakunen Umeshu mit Pekora Usada auf dem Label heraus. Im Spiel Dragon Quest Treasures wurde 2022 das an sie angelehnte Monster Pekotte hinzugefügt.
2023, dem Jahr des Hasen, startete sie das Projekt Zenjinrui Usagika Keikaku (全人類兎化計画 Plan zur Hasenwerdung der Menschheit, englisch Human Rabbitality Project) in Anlehnung an das Human Instrumentality Project aus Neon Genesis Evangelion. Dieses bestand aus Werbekollaborationen mit verschiedenen japanischen Unternehmen wie Animate, Fujiya, Marui und Bandai, einem Kurz-Manga im Magazin Ciao, der Veröffentlichung von Liedern und endete mit dem Solokonzert Usagi the Megami!! in der Ariake Arena, sowie ihrem ersten Solo-Album. In diesem Jahr war sie mit 29,7 Millionen Stunden die am meisten gesehene Gaming-Streamerin.

## Diskografie

### Alben
- Usagi the Megami!! (うさぎ the Megami!!), 27. November 2023[17]

### Singles
- REDALiCE feat. Usada Pekora & Sakura Miko: Pekomiko Daisensō (ぺこみこ大戦争！！), 21. November 2020[18]
- Minato Aqua, Ōzora Subaru, Usada Pekora: Hacha-Mecha Miracle (Hacha-Mecha ミラクル Hacha-Mecha Mirakuru), 18. Dezember 2020[19]
- Usada Pekora: Pekorandombrain! (ぺこらんだむぶれいん! Pekorandamuburein!), 13. Januar 2021[20]
- Hololive Fantasy (Usada Pekora, Uruha Rushia, Shiranui Flare, Shirogane Noel, Hōshō Marine): Interact Fantasia (いんたらくとふぁんたじあ Intarakuto Fantajio), 22. November 2021[21]
- Usada Pekora: Iwake Bunny (いいわけバニー Iiwake Banī), 13. Januar 2022[22]
- Usada Pekora: RaRaRa Rabbit!! (ララララビット！！ Rarararabitto!!), 18. Juli 2022[23]
- Usada Pekora: Zenjinrui Usagika Keikaku! (全人類　兎化計画！ Zenjinrui Usagika Keikaku!), 2. Januar 2023[24]
- Dodequartet (Nekomata Okayu, Ōzora Subaru, Sakura Miko, Usada Pekora): Dodekambitious (DODEKAMBITIOUS), 29. September 2023[25]
- Usada Pekora: Saikyō Megami†Ūsa Pekora (最強女神†ウーサペコラ), 30. November 2023[26]
- Usada Pekora, Hōshō Marine: Bridal Dream (ブライダルドリーム Buraidaru Dorīmu), 16. Dezember 2023[27]